# 7862 Keikonakamura
7862 Keikonakamura este un asteroid din centura principală, descoperit pe 2 martie 1981, de Schelte Bus.